# Monomorium santschii
Monomorium santschii é uma espécie de formiga nativa da Tunísia. 
É uma formiga parasita sem obreiras. A rainha entra numa colónia de outra espécie e faz (provavelmente recorrendo a algum mecanismo de controlo químico, como uma feromona) com que as obreiras da espécie hospedeira matem a sua própria rainha; depois disso as obreiras cuidam de e alimentam as crias da rainha invasora.